# Brevilabus gillonorum
Brevilabus gillonorum är en spindelart som beskrevs av Cornic 1980. Brevilabus gillonorum ingår i släktet Brevilabus och familjen vargspindlar.
Artens utbredningsområde är Elfenbenskusten. Inga underarter finns listade.